# 懷特霍斯比奇 (麻薩諸塞州)
懷特霍斯比奇（英語：White Horse Beach）是位於美國麻薩諸塞州普利茅斯縣的一個非建制地區。

## 地理
懷特霍斯比奇所處的海拔為高於海平面5米（即16英呎），而該地所採用的時區為UTC-5，即北美东部時區（EST）。同時該地設有夏令時間，為UTC-5調快一小時，即UTC-4（EDT）。